# Tachinaephagus malayensis
Tachinaephagus malayensis är en stekelart som beskrevs av Subba Rao 1978. Tachinaephagus malayensis ingår i släktet Tachinaephagus och familjen sköldlussteklar. Inga underarter finns listade i Catalogue of Life.